# Eugen Țapu
Eugen Țapu (n. 1983 – d. 7 aprilie 2009, Chișinău) a fost una din victimele revoltei anticomuniste ce a avut loc în Chișinău în zilele de 6 și 7 aprilie 2009.